# غرانت غرين
غرانت غرين (بالإنجليزية: Grant Green)‏ هو عازف قيثارة وملحن أمريكي، ولد في 6 يونيو 1935 في سانت لويس في الولايات المتحدة، وتوفي في 31 يناير 1979 في نيويورك في الولايات المتحدة بسبب نوبة قلبية.

## وصلات خارجية
- غرانت غرين على موقع IMDb (الإنجليزية)
- غرانت غرين على موقع ميوزك برينز (الإنجليزية)
- غرانت غرين على موقع أول ميوزيك (الإنجليزية)
- غرانت غرين على موقع ديسكوغز (الإنجليزية)